# Wilhelm Bauer (1945)

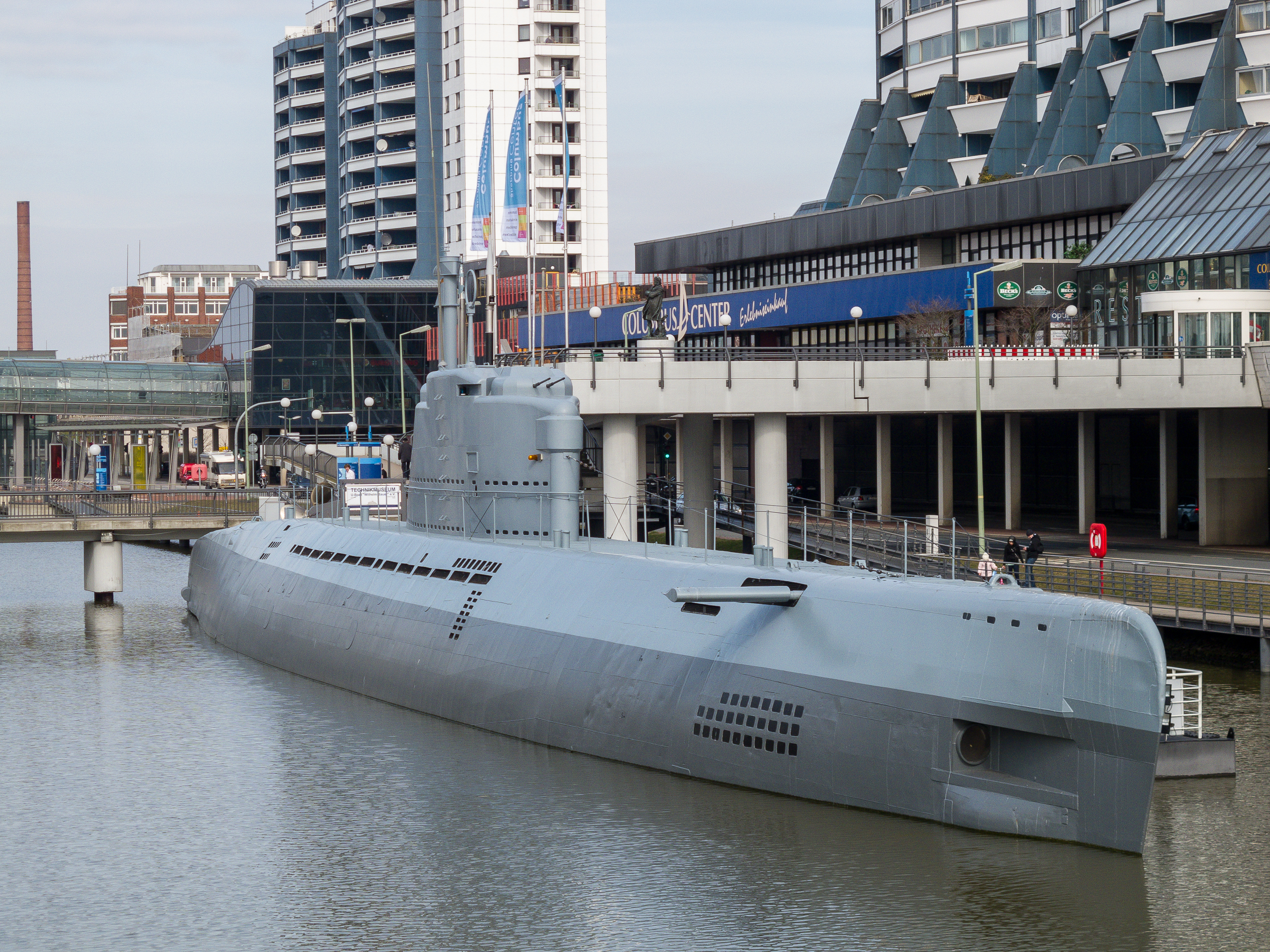
Okręt muzeum "Wilhelm Bauer" w Bremerhaven

Wilhelm Bauer, ex-U-2540 – niemiecki okręt podwodny (U-Boot) typu XXI zbudowany w okresie II wojny światowej, zatopiony, później wcielony do Bundesmarine. Jeden z czterech drugowojennych U-Bootów zachowanych do czasów współczesnych (dwa na terenie Niemiec, razem z U-995).

## Historia
Zamówienie na budowę okrętu zostało złożone w stoczni Blohm & Voss, w Hamburgu 6 listopada 1943. Rozpoczęcie budowy okrętu miało miejsce 28 października 1944. Wodowanie nastąpiło 13 stycznia 1945, wejście do służby 24 lutego 1945. Dowódcą był Oblt. Rudolf Schultze.
Okręt odbywał trening w ramach 31. Flotylli w Rønne (Bornholm), nie zdążył odbyć ani jednego patrolu bojowego. Przebazowany do Swinemünde (obecnie Świnoujście), został zatopiony przez własną załogę 4 maja 1945 w pobliżu  Flensburga (operacja Regenbogen).
W czerwcu 1957, po 12 latach przebywania na dnie Bałtyku, okręt został podniesiony, wyremontowany w stoczni Howaldtswerke w Kilonii i wcielony do  Bundesmarine pod nazwą "Wilhelm Bauer". Od 1 września 1960 do 28 sierpnia 1968 służył jako okręt doświadczalny (oznaczony jako typ 241). Od maja 1970 – z cywilną załogą – testowano na nim wyposażenie dla nowych typów okrętów podwodnych (m.in. dla typu 205, 206, 209). Sfatygowany, uszkodzony podczas kolizji okręt został ostatecznie wycofany ze służby 15 marca 1982.
"Wilhelm Bauer" został zakupiony przez Niemieckie Muzeum Morskie (Deutsches Schiffahrtsmuseum) w Bremerhaven i odrestaurowany; przywrócono zewnętrzny wygląd z okresu wojny. Od 27 kwietnia 1984 pełni funkcję okrętu-muzeum.